# Stahlstich

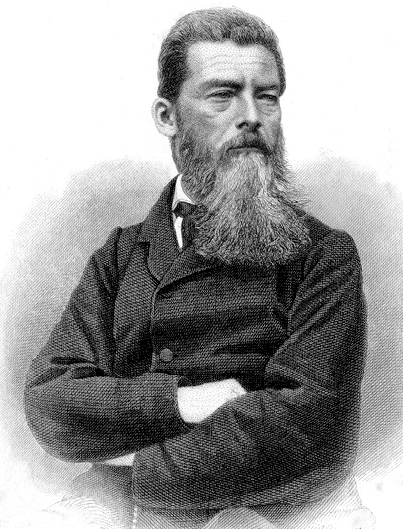
Als Beispiel: Der Philosoph Ludwig Feuerbach (1804–1872) auf einem Stahlstich von August Weger.

Der Stahlstich, auch Siderographie genannt, ist ein grafisches Tiefdruckverfahren, das vor allem zur Herstellung von Banknoten, Briefmarken und für den Druck von Illustrationen eingesetzt wurde (und für Banknoten noch heute verwendet wird). Ein wesentlicher Fortschritt gegenüber dem Kupferstich war die Möglichkeit, Kopien in nahezu unbegrenzter Zahl zu erstellen.

## Technik
Die Zeichnung wird mit dem Grabstichel in eine enthärtete Stahlplatte graviert oder auch – wie bei der Radierung – geätzt. Die nach dem Stechen gehärtete Stahlplatte wird auf eine weiche Stahlwalze durch Abrollen übertragen, um mit dieser anschließend gehärteten Walze wiederum eine neue weiche Stahlplatte zu prägen, die dann wieder gehärtet wird. Das Verfahren eignet sich auch für sehr feine, kleine Darstellungen, erreicht aber nicht die satte Tiefe des Kupferstichs.

## Geschichte
Der Stahlstich wurde in der Nachfolge des Kupferstichs entwickelt. Der Amerikaner Jacob Perkins entwickelte das Verfahren und setzte es 1820 erstmals zum Druck von Banknoten (‚Intaglio‘) ein. Die Engländer Charles Warren und Charles Heath, Perkins Geschäftspartner, benutzten es erstmals auch für künstlerische Illustrationen. In Deutschland wurde die Technik von dem Karlsruher Maler Carl Ludwig Frommel eingeführt. Später verlor der Stahlstich wieder an Bedeutung, als es gelang, Kupferplatten zu verstählen.
Der Stahlstich fand während des 19. Jahrhunderts seine Hauptaufgabe in der Buchillustration und Reproduktionstechnik und wurde erst durch die Fotografie und die Chemigrafie als automatisches Kopierverfahren abgelöst.
Im 20. Jahrhundert wurde er nicht nur in der Herstellung von Briefmarken und Banknoten verwendet, sondern auch für exklusive Briefbögen, Visitenkarten, Exlibris und vieles mehr. Die Stahlstichprägung wird auch heute noch in einigen wenigen Prägereien hergestellt, die so selten geworden sind wie Glockengießereien.

## Bekannte Stahlstecher
- William Henry Bartlett, britischer Illustrator
- Carl Ludwig Frommel, Professor, der die Kunst in London erlernte und in Karlsruhe sein Atelier für Stahlstecher als erstes seiner Art in Deutschland eröffnete
- Hans Gerstmayr, österreichischer Stahlstecher und Schüler von Michael Blümelhuber
- Johann Poppel, Schüler von Frommel, lernte den Stahlstich ebenfalls in London
- Albert Henry Payne, britisch-deutscher Illustrator
- Carl Mayer, Kupfer- und Stahlstecher in Nürnberg, mit eigener Kunstanstalt
- Czesław Słania, Briefmarkengraveur
- Franz Xaver Stöber, österreichischer Stahlstecher